# Dervla Kirwan
Dervla Kirwan est une actrice irlandaise née à Dublin en octobre 1971.
Lors de la septième édition des Irish Film and Television Awards (IFTAs), elle remporte le prix de meilleure actrice dans un rôle secondaire pour sa participation au film Ondine de Neil Jordan.